# Château de Chazotte
Le château de Chazotte est un château situé à Arlebosc, en France.

## Description
Le château de Chazotte est un monument historique privé. Construit à la fin des guerres de Religion, cette maison forte compte trois étages, et est équipée à ses angles de 4 poivrières encorbelées.
Il est entouré d'un parc constitué de bosquets et de jardins.
Ses parties inscrites sont accessibles à la visite via le parcours d'interprétation du Pays de Saint Félicien "Les Archives cachées d'Arlebosc"
Le Château est habité par la même famille depuis 1728.

## Localisation
Le château est situé sur la commune d'Arlebosc, dans le département français de l'Ardèche, à environ 1/2 heure de Tournon sur Rhône ; Il surplombe la vallée du Doux, où passe le Chemin de Fer de l'Ardèche, autrefois appelé Petit Train du Vivarais. Arrêt possible à la gare de Boucieu le Roi.

## Historique
Le Château de Chazotte a été construit à la suite d'un premier manoir entre la fin du XVIe siècle et 1624. Il subit ensuite quelques remaniements intérieurs et une phase de construction complémentaire dans les années 1860 : une tour de style renaissance est adjointe à la façade ouest et des créneaux sont installés sur le mur d'enceinte. D'importants travaux de restauration ont été réalisés entre 2022 et 2024. 
Les façades, toitures, poterne d'entrée ainsi que sa porte ont été inscrites à l’Inventaire Supplémentaire des Monuments Historiques en 1981.